# Enigmella
Enigmella là một chi rêu trong họ Acrobolbaceae.